# Sturmgewehr 44
 (septembre 2014).
Si vous disposez d'ouvrages ou d'articles de référence ou si vous connaissez des sites web de qualité traitant du thème abordé ici, merci de compléter l'article en donnant les références utiles à sa vérifiabilité et en les liant à la section « Notes et références ».
Le Sturmgewehr 44, en abrégé StG 44, est un fusil d'assaut développé en Allemagne durant la période du Troisième Reich, en 1942, lors de la Seconde Guerre mondiale. Il est généralement considéré comme le précurseur des fusils d'assaut modernes.
L'arme est utilisée à l'essai en petite quantité sur le front en 1943 sous la dénomination MP 43. Largement diffusée en 1944, elle est renommée StG 44, avec de légères différences, telle une crosse avec une pente légèrement différente et un viseur modifié.

## Étymologie
Sturm signifie « assaut » et Gewehr signifie « fusil » ; le 43 correspond à sa première utilisation au combat (quelques exemplaires en essai sur le Front de l'Est), le 44 renvoie à l'année de déploiement général. Sturmgewehr 44 peut donc être littéralement traduit par « fusil d'assaut modèle 1944 ».

## Contexte
Les armes d'épaule individuelles utilisées par les fantassins de 1939 à 1945 étaient soit des pistolets-mitrailleurs soit des fusils. Le Sturmgewehr 44 combinait les avantages de ces deux types d'armes : il était capable de tirer ses puissantes munitions de 7,92 × 33 en automatique (avec une courte portée) ou au coup par coup (à longue portée), ce qui faisait de lui le premier fusil d'assaut.

## Historique

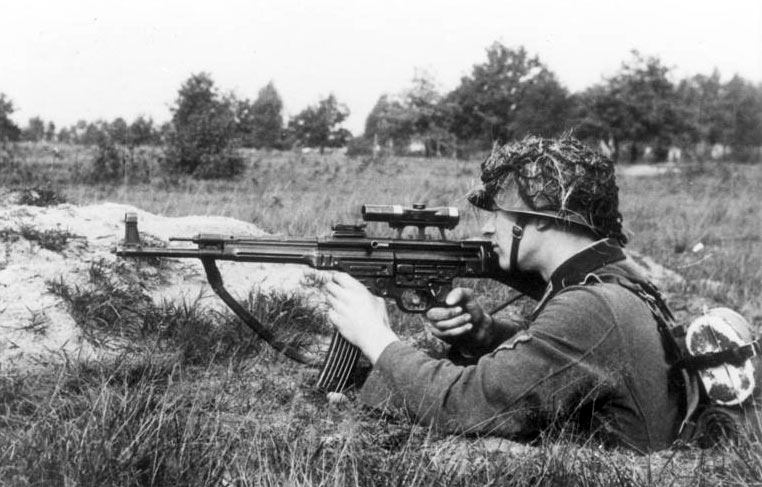
Un soldat allemand armé d'un StG 44 avec lunette intégrée.

L’expérience du Front de l’Est permet aux Allemands de repenser l'armement individuel de leurs soldats. Dès le début de l'opération Barbarossa, l’armée allemande est confrontée dans les poches de résistance (Smolensk) à des combats de rues. Dans ces combats rapprochés, les pistolets-mitrailleurs étaient nettement plus efficaces que les fusils, par leur cadence de tir et leur maniabilité. Les Soviétiques font alors usage, en masse, dès le début du conflit, de PPD 40 et surtout du PPSh-41.
Afin de ne pas répéter les erreurs commises avec le fusil lourd FG 42, la 7,92 × 33 mm Kurz fut développée : une munition de fusil de puissance réduite, mais supérieure à celles utilisées par les pistolets-mitrailleurs, offrant ainsi bonne précision et portée suffisante pour la majorité des échanges de tirs.
La fabrication du StG 44 par estampage de feuilles de métal était peu onéreuse.

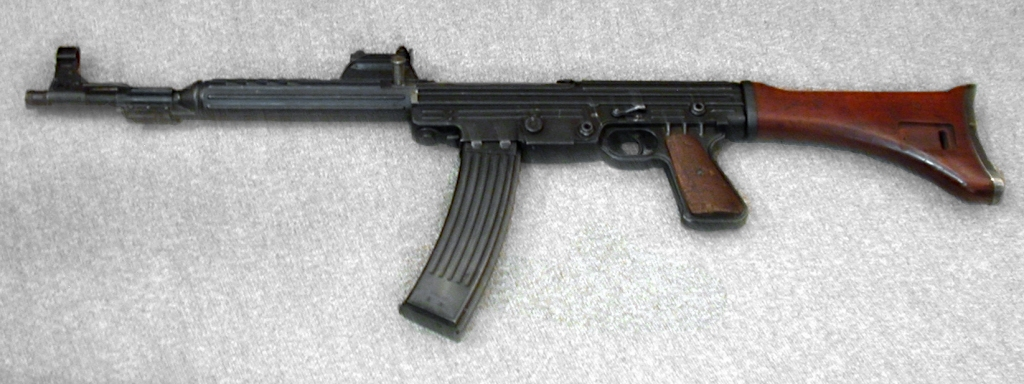
MKb 42W Walther.

Les prototypes de l'arme furent désignés MKb 42H et MKb 42W en fonction de leur constructeur, « H » pour la firme Haenel, et « W » pour la firme Walther, avec « MKb » pour « Maschinenkarabiner ». Ils furent utilisés à l'essai en très petite quantité sur le Front de l'Est à partir de 1943 sous la dénomination MP 43. La désignation « MP » pour Maschinen Pistole désignant normalement les pistolets-mitrailleurs avait été adoptée, car Adolf Hitler estimait que la nouvelle munition n'était pas assez puissante pour prétendre être un fusil[réf. nécessaire]. Le Führer eut connaissance de l'existence de cette arme en lisant les rapports de terrain, et non de ses subordonnés immédiats. Ces rapports en demandaient la diffusion massive, et sa fabrication en série fut autorisée à partir de 1944, sous la dénomination officielle de Sturmgewehr 44.
Hormis sur le Front de l'Est, il fut utilisé en Italie et en Normandie, mais ne fut massivement utilisé que lors de la bataille des Ardennes (16 décembre 1944 - 25 janvier 1945), où le Sturmgewehr 44 démontra sa redoutable efficacité pour pallier le défaut de l'équipement allemand face aux carabines américaines USM1/USM2 qui avaient des performances tactiques et une portée de combat proches.
Cette arme, première de sa catégorie, n'était pourtant pas exempte de défauts : elle était plutôt lourde (5,2 kg chargée, contre 4,70 pour le MP 40, ou encore 4,9 kg pour le M1 Garand américain considéré déjà comme pesant) ; elle était inconfortable à tirer depuis une position allongée (le grand chargeur gênait considérablement et un chargeur de dix coups fut créé tardivement pour pallier cet inconvénient) ; elle présentait une certaine fragilité au niveau de la crosse ; l'échauffement du canon, isolé de la main du tireur par un simple garde-main en tôle ; la consommation excessive de munitions (la production de celles-ci ne couvrit pas les besoins, ce qui empêcha la grande distribution souhaitée de l'arme).
Certains StG 44 pouvaient être équipés avec une optique infrarouge Zielgerät 1229 Vampir. L'utilisateur devait alors transporter une batterie assurant environ 15 minutes de fonctionnement, mais permettant de tirer à 200 mètres dans le noir.

## Postérité
500 000 exemplaires furent produits, dont environ 200 000 ne furent pas distribués, mais saisis par les troupes d'occupation, principalement russes, qui les redistribuèrent après guerre, en République démocratique allemande et chez les parachutistes yougoslaves. Ces armes furent « dénazifiées », c'est-à-dire que les poinçons du Waffenamt montrant un quelconque symbole nazi furent discrètement martelés les rendant invisibles.

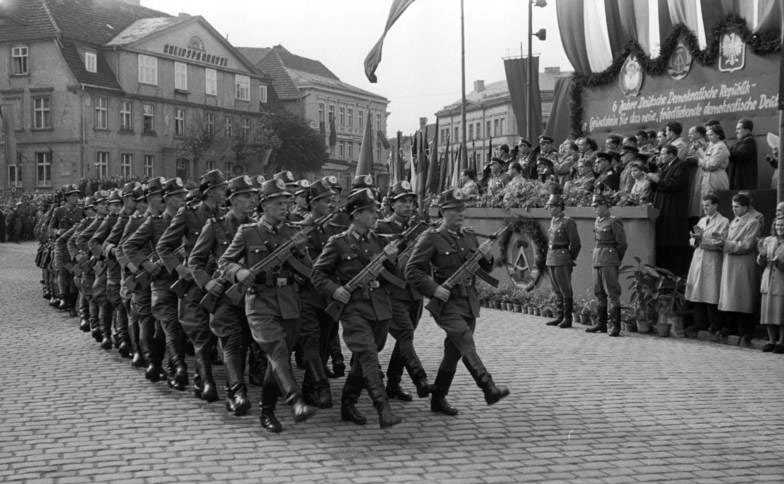
Volkspolizei à Neustrelitz en 1955.

On peut lire que le fusil AK-47 serait une copie du Sturmgewehr 44, cependant, aucune source ne vient attester cette information. Le système Kalachnikov est techniquement plus proche du Garand M1 américain.
De nombreux modèles de Sturmgewehr 44 sont mis en exposition dans les musées d'histoire contemporaine : au musée des Invalides à Paris, au musée militaire national de Bucarest (Roumanie), au musée du Grand Blockhaus à Batz-sur-Mer (France), au musée du moudjahid sous le Monument aux martyrs à Alger (Algérie), et au Bastogne Historical Center sur le site du mémorial du Mardasson à Bastogne, en Belgique.
Des StG 44 furent utilisés après guerre pendant la guerre d'Algérie et dans les conflits qui ensanglantèrent la corne de l'Afrique (Éthiopie, Érythrée), de même que pendant les guerres qui marquèrent l'éclatement de la Yougoslavie.
Des armes de ce type ont également été saisies pendant la guerre civile en Syrie,. La brigade de l'Armée syrienne libre Liwa al-Tawhid a diffusé une vidéo en 2012 montrant plusieurs Sturmgewehr 44 en sa possession.
Depuis quelques années le StG 44 est disponible en calibre .22 LR semi-automatique selon la norme française. Il est fabriqué par la manufacture Schmeisser.

## Caractéristiques
- Calibre : 7,92 × 33 mm Kurz (courte)
- Longueur : 94 cm
- Longueur du canon : 41,9 cm
- Poids à vide avec bretelle : 4,62 kg
- Poids chargé : 5,22 kg
- Cadence de tir : 500 coups par minute
- Capacité : 10 ou 30 cartouches en chargeurs amovibles
- Portée maximum : 2 500 mètres
- Portée tactique : 200 mètres (coup par coup) et 100 m (rafales)
- Vitesse initiale : 685 m/s
- Durée de vie du canon : environ 10 000 coups

## StG 44 et dérivés dans les jeux vidéo
- Dans le jeu Battlefield 1942, le Sturmgewehr 44 est présent.
- Dans le jeu Battlefield 2042, le Stumgewehr est disponible dans le mode Portal.
- Dans le jeu Battlefield V, le STG 44 est disponible pour la classe Assault.
- Dans le jeu Blitz Brigade, le StG 44 est disponible au niveau 13 sous le nom Rommel 1917.
- Dans les jeux Brothers in Arms, dont Brothers in Arms: Road to Hill 30, le StG 44 est utilisable.
- Dans les jeux Call of Duty 1 et 2, le fusil le MP 44 est utilisable. Dans Call of Duty WWII, World at War puis Call of Duty: Vanguard, le Stg 44 est utilisable en mode campagne, en mode zombies et en mode multijoueur. Dans Call of Duty: Modern Warfare Remastered, la Stg 44 est utilisable en multijoueur.
- Dans les jeux Company of Heroes et Company of Heroes 2, le StG 44 est disponible comme amélioration chez les Volksgrenadiers de l'Oberkommando ainsi qu'en arme réglementaire pour les Sturmpionier. De même, le commandant des opérations spéciales permet aux soldats de l'Obersoldaten de s'équiper de StG 44 à lunettes infrarouges.
- Dans plusieurs jeux de la franchise Day of Defeat dont le jeu Day of Defeat: Source, le StG 44 est également disponible.
- Dans le jeu Day of Infamy, la Stg 44 est utilisable via la classe « Support » et le sacrifice d'une arme de poing.
- Dans le jeu free to play Heroes & Generals, le StG 44 est disponible pour l'armée allemande.
- Dans Blitzkrieg, le StG 44 et le Panzershreck sont les armes d'infanterie les plus avancées que le Troisième Reich peut débloquer durant la campagne.
- Dans le jeu Hearts of Iron 4 le stg 44 est dévelopable pour l'armée du 3ème reich à partir de 1944
- Dans le jeu Hell Let Loose le StG 44 est utilisable par l'armée allemande
- Dans les jeux Hidden and Dangerous et Hidden and Dangerous 2, le StG 44 est disponible, récupérable sur les corps des soldats allemands.
- Dans la série de jeux vidéo Jagged Alliance.
- Dans le jeu Killing Floor, un mutator permet d'avoir le MKb 42, arme de la classe « commando ».
- Dans les jeux Medal of Honor, dont MoH Débarquement allié et MoH Airborne.
- Dans le jeu Raid: World War II, le Stg 44 est présent.
- Dans le jeu Red Crucible: Firestorm (it), le MP 44 peut être obtenu parmi les bonus du jeu.
- Dans le jeu Red Orchestra, ainsi que dans son mod Darkest Hour, l'arme est disponible.
- Dans le jeu Red Orchestra 2: Heroes of Stalingrad, c'est le prototype MKb 42H qui est disponible.
- Dans les jeux Sniper Elite V2, Sniper Elite III et Sniper Elite 4 le MP 44 et le prototype MKb 42h sont utilisables.
- Dans le jeu Soldiers: Heroes of World War II, l'arme, appelée MP44, est utilisable.
- Dans la série de jeux Sudden Strike, le StG 44 est présent.
- Une rumeur dit qu'un fichier caché dans le dossier du jeu Tomb Raider 2 pour PC contient ce qui ressemble à un levier de culasse d'un prototype de MP43 (les experts en armes virtuelles débattent encore sur l'identité de cet amas de pixels)[réf. nécessaire].
- Dans le jeu Wolfenstein, le MP 43 est utilisable. Dans la suite The New Order, une version futuriste du StG 44 est utilisable durant le prologue et lors de certains niveaux bonus (Cauchemars) sous le nom de Sturmgewehr 46. Après le prologue terminé, le fusil (toujours basé sur le StG 44) est nommée « Fusil d'Assaut 60 ». Elle apparaît aussi dans le DLC The Old Blood.
- Dans le jeu Post Scriptum: The Bloody Seventh, le Sturmgewehr 44 est présent.
- Dans le jeu Enlisted pour l'armée allemande.